# Mormanno
Mormanno – miejscowość i gmina we Włoszech, w regionie Kalabria, w prowincji Cosenza.
Według danych na rok 2004 gminę zamieszkiwały 3714 osoby, 49,5 os./km².